# Raymond Garaud
Pour les articles homonymes, voir Garaud.
Raymond Garaud est un noble français né vers 1315. Il appartient à la noblesse de Toulouse.

## Biographie
Raymond Garaud a été capitoul quatre fois : en 1360, 1369, 1388 et 1397.
Il était coseigneur de Colomiers, mais également marchand drapier et était associé à Pons de Puybusque, capitoul lui aussi, dans la société des ouvriers en draps du Bourguet-Nau, un quartier de Toulouse. Le 7 décembre 1364, il achète à Finamonde de Saint Ybars ses parts de justice sur Pibrac.